# Wenkbach (Lahn)
Der Wenkbach ist ein 6,4 km langer, ganz in der Gemeinde Weimar im Landkreis Marburg-Biedenkopf, Mittelhessen verlaufender rechter Nebenfluss der Par-Allna, eines Zuflusses der Lahn.

## Geographie

### Verlauf

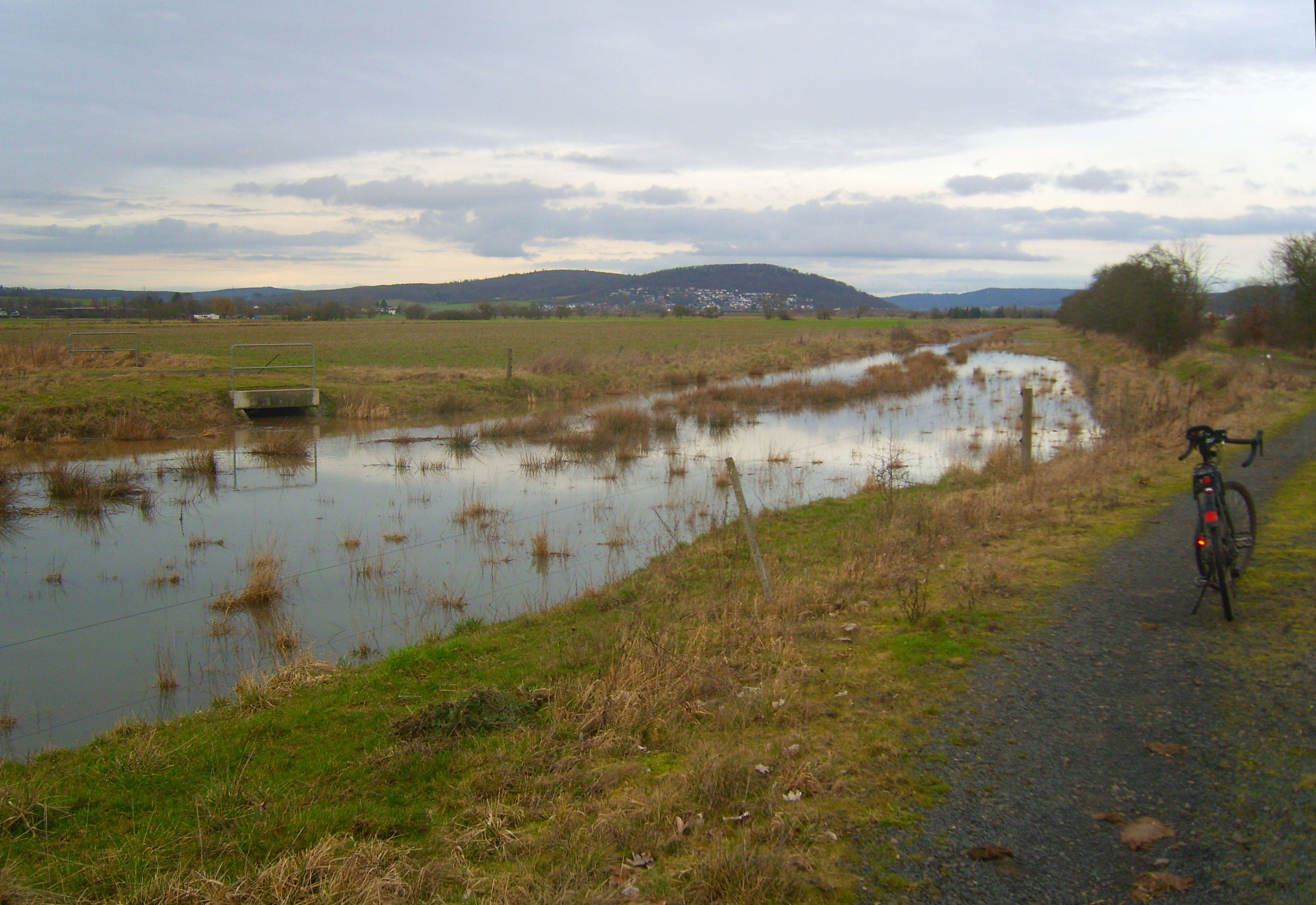
Verrohrte Mündung in die Par-Allna bei Hochwasser (Februar 2024)

Der Wenkbach entspringt dem östlichen Norden des Naturraumes Salzbödetal, Gladenbacher Bergland, an der nördlichen Wasserscheide zur Allna. Er verläuft indes mit dem größeren Teil seiner Länge in der Marburger Lahntalsenke, etwa 8 km südwestlich der Kreisstadt Marburg.
Die Quelle des Wenkbaches befindet sich nordwestlich von Oberweimar in nur etwa 267 m Höhe. Nach nur sehr kurzem Verlauf in östliche Richtungen wendet sich der Fluss nach Süden und passiert Germershausen und Oberweimar, wo er die B 255 kreuzt. Nach dem Durchfließen von Wenkbach passiert er Niederwalgern östlich, um nordwestlich von Roth von rechts in die Par-Allna zu münden.

### Einzugsgebiet
Das 8,4 km² große Einzugsgebiet des Wenkbachs liegt in den Naturräumen Salzbödetal und Marburger Lahntalsenke und wird von ihm über die Par-Allna, die Lahn und den Rhein zur Nordsee entwässert.
Es grenzt
- im Norden und Osten an das des Lahnzuflusses Allna
- und im Westen an das des Walgerbachs, der in die Par-Allna mündet.

Das Einzugsgebiet am Oberlauf ist vorwiegend bewaldet, ansonsten dominiert Ackerland.
Die höchste Erhebung ist der 310 m ü. NHN hohe Schneid im Nordwesten des Einzugsgebietes.

### Zuflüsse
- Wenkbach[2] [GKZ 258332112] (rechts), 1,8 km
- Ochsenbach[3] [GKZ 258332114], (rechts), 1,9 km
- Steinbach[4]  [GKZ 258332116], (rechts), 1,4 km

## Flusshistorie
Bis zum Jahr 2011 war der Wenkbach 7,2 km lang und der ihm nur 200 m vor der Mündung von rechts zufließende, 7,8 km lange Walgerbach, der nicht nur der Länge, sondern auch dem Einzugsgebiet nach (12,4 km² vs. 8,4 km²) der eigentliche Hauptfluss des Flusssystems war, galt als sein nomineller Nebenfluss. Seither sind indes seine letzten 600 m vor der Walgerbach-Mündung Teil des Mündungsarmes Par-Allna der Allna, die auch nach der Walgerbachmündung ihre Richtung in etwa beibehält und nicht etwa dem ehemaligen Mündungsverlauf des Wenkbachs folgt.